# Filmåret 1988

## Händelser

### Juli
- 14 juli – Ingmar Bergman fyller 70 år och firas på Hammarön och Fårö.[1]

## Academy Awards, Oscar: (i urval)
| Kategori                  | Vinnare                                |
| ------------------------- | -------------------------------------- |
| Bästa film                | Rain Man                               |
| Bästa regi                | Barry Levinson (Rain Man)              |
| Bästa manliga huvudroll   | Dustin Hoffman (Rain Man)              |
| Bästa kvinnliga huvudroll | Jodie Foster (Anklagad)                |
| Bästa manliga biroll      | Kevin Kline (En fisk som heter Wanda)  |
| Bästa kvinnliga biroll    | Geena Davis (Den tillfällige turisten) |
| Bästa utländska film      | Pelle Erövraren (Danmark)              |

Se här för komplett lista

## Årets filmer

### A – G
- Akira
- Allra käraste syster [2]
- Amors bilar
- Anklagad
- Besökarna
- Big
- Björnen
- Bloodsport
- Cocktail
- Colors
- Cocoon – återkomsten
- David och de magiska pärlorna
- Den nakna pistolen[3]
- Den onda dockan[4]
- Det sjunde tecknet
- Det stora blå
- Det är långt till New York
- Die Hard[5]
- Dödsspelet
- En fisk som heter Wanda
- En prins i New York
- Enkel resa
- Farligt begär
- Fordringsägare
- Godnatt, herr luffare![2]
- Gull-Pian[2]

### H – N
- Hoppa högst
- Huset på Carroll Street
- I full galopp
- Kajsa Kavat[2]
- Häxor, läxor och dödliga lektioner[6]
- Korpens skugga
- Kristi sista frestelse
- Landet för längesedan
- Livsfarlig film
- Midnight Run
- Min fru är en utomjording
- Min granne Totoro
- Miracle Mile
- Mississippi brinner
- Nånting levande åt Lame-Kal[2]

### O – U
- Oliver & gänget[7]
- Pippi Långstrump – starkast i världen[8]
- Polisskolan 5 – Uppdrag Miami Beach[9]
- Poltergeist III
- P.S. sista sommaren[10]
- Rain Man
- Rambo III
- Red Heat
- Regi Andrej Tarkovskij
- Rivierans guldgossar
- SOS – en segelsällskapsresa[11]
- Sagolandet
- Salaam Bombay!
- Spioner i familjen
- Strul
- Sweetwater
- Tre tjejer
- Två systrar för mycket
- Twins

### V – Ö
- Varats olidliga lätthet
- Vargens tid
- Vem satte dit Roger Rabbit
- Vid vägen
- Young Guns

## Födda
- 14 mars – Sasha Grey, amerikansk porrskådespelare.
- 10 april – Haley Joel Osment, amerikansk skådespelare.
- 22 augusti – Sarah Major, nyzeeländsk skådespelare.
- 24 augusti – Rupert Grint, brittisk skådespelare.
- 14 december – Vanessa Hudgens, amerikansk sångerska och skådespelare.

## Avlidna
- 7 januari – Trevor Howard, 71, brittisk skådespelare.[1]
- 12 januari – Carl-Axel Elfving, 68, svensk skådespelare.
- 16 januari – Nils Ekman, 82, svensk skådespelare.
- 20 januari – Paul Esser, 74, tysk skådespelare.
- 30 januari – Gustaf Hiort af Ornäs, 86, svensk skådespelare och sångare.
- 1 februari – Heather O'Rourke, 12, amerikansk barnskådespelare.
- 12 februari – Erik Molin, 67, svensk skådespelare.
- 26 februari – Harald Emanuelsson, 69, svensk skådespelare.
- 7 mars – Divine, 42, amerikansk dragqueen, sångare och skådespelare.
- 11 mars – Einar Malm, 87, svensk författare och manusförfattare.
- 13 mars – John Holmes, 43, amerikansk porrskådespelare, död i AIDS.
- 5 april – Alf Kjellin, 68, svensk skådespelare och filmregissör.[1]
- 3 juni – Raj Kapoor, 63, indisk skådespelare.
- 1 juli – Veit Bethke, 66, svensk dansare och skådespelare.
- 23 juli – Lars-Owe Carlberg, 64, svensk inspelningsledare, produktionsledare och producent.
- 10 september – Joaquim Pedro de Andrade, 56, brasiliansk regissör.
- 23 oktober – Jan Erik Lindqvist, 68, svensk skådespelare.
- 24 oktober – Gertrud Bodlund, 89, svensk skådespelare och scripta.
- 20 december – Boijan Liljeson, 76, svensk skådespelare.

### Fotnoter
1. 1 2 3   Horisont 1988. Bertmarks
2. 1 2 3 4 5  ”Astrid Lindgren”. http://www.astridlindgren.se/verken/filmerna/filmlista. Läst 21 mars 2011.
3. ↑  IMDB, läst 1 mars 2012
4. ↑  IMDB, läst 1 mars 2012
5. ↑  IMDB, läst 1 mars 2012
6. ↑  IMDB, läst 1 mars 2012
7. ↑  IMDB, läst 1 mars 2012
8. ↑  IMDB, läst 1 mars 2012
9. ↑  IMDB, läst 1 mars 2012
10. ↑  IMDB, läst 1 mars 2012
11. ↑  IMDB, läst 1 mars 2012